# Hermonassa hypoleuca
Hermonassa hypoleuca är en fjärilsart som beskrevs av Charles Boursin 1967. Hermonassa hypoleuca ingår i släktet Hermonassa och familjen nattflyn. Inga underarter finns listade i Catalogue of Life.